# 서민귀족

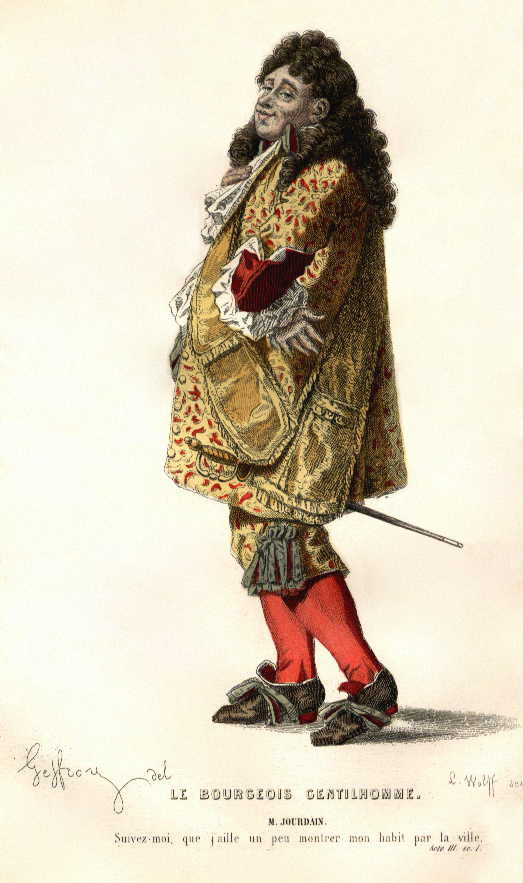
무슈 조르댕: "뒤를 따라오라, 내가 도시에 나의 의복을 조금 선보일 것이다." (3막 1장)

서민귀족(庶民貴族, 프랑스어: Le Bourgeois Gentilhomme 르 부르주아 장틸롬[*])은 몰리에르가 대본을 작성한 5막의 코메디 발레로, 장바티스트 륄리가 음악을 작곡하였다. 그 외의 안무는 피에르 뷰샹이 맡았고, 카를로 비가라니가 무대 디자인을 하였다. 1670년 10월 14일 샹보르 궁에서 루이 14세 앞에서 첫 공연을 가졌다.

## 작품 배경
몰리에르는 공연 날짜 전 2주 만에 작품을 만들도록 위임받았다. 그는 륄리가 작곡한 일련의 정교한 무용곡의 지원을 위해, 극적인 장면을 제공하곤 하였다. 대신 그는 전체 작품을 연극으로 바꾸고, 연기 동안에 무용을 완벽히 통합하였다. 이는 그의 천재성에 공을 돌리며, 300년이 지난 후에도 이 연극은 여전히 공연된다. 그러나 무용 장면은 부수가 되면서, 발레 장면은 자주 삭제되어 3막으로 공연된다.
이 작품은 오스만 제국의 황제와 관련된 모든 것을 전제를 가지고, 이른바 튀르키예인로 불리던 취향을 반영하였다. 줄거리는 터키 대사인 술레이만 아가가 1669년 루이 14세 궁정을 방문하였을 때, 오스만 황제의 궁정이 태양왕의 것보다 더 우월함을 강조하면서 일으킨 추문에서 유래되었다.
그는 그의 습관적인 희극 공식들을 이용하여, 등장인물에 비이성적인 태도를 입혀 결과를 가정하고, 현실에서 마찰 안에서 그 태도의 결과를 탐험하게 한다. 코메디 발레극으로 이 희곡은 그의 장대한 원칙을 채워준다고 말할 수 있다. "모든 법칙을 넘어선 위대한 법칙은 관객을 즐겁게 하는 것이다"
음악은 생동감있고 통합적인 부분을 담당하며, 우아한 오락을 창조하며, 장면들의 매력을 더한다. 또한 음악은 희극적인 효과에 더하며, 륄리는 극 중 학생이 작곡한 구슬픈 세레나데 장면에서, 스스로를 향한 가벼운 조롱과 함께, 그 당시 유행하는 방식으로 잘 다듬어진 음조를 만들었다.
서민 귀족은 코메디 발레의 걸작으로 그 당대의 최고의 배우와 음악가들이 함께 등장하였다. 몰리에르는 무슈 조르댕의 역할을 맡았고, 은빛 레이스와 다양한 색채의 깃털로 가장자리 처리된 밝은 옷을 입었다. Hubert는 조르댕 부인 역을 맡았고, 밀 드 브리는 도리멘 역을 아르망드 베자르트는 루실 역을 맡았다. 음악가 륄리는 무프티 역을 맡았다.

## 등장인물
- 무슈 조르댕, 중산층 남자
- 조르댕 부인, 그의 아내
- 루씰, 그들의 딸
- 니콜, 하녀
- 클레옹트, 루씰의 구혼자
- 코비유, 클레옹트의 집사
- 도랑트, 백작, 도리멘의 구혼자
- 도리멘 후작 부인, 과부
- 음악 교사
- 음악 교사의 학생
- 무용 교사
- 펜싱 교사
- 철학 교사
- 재단사
- 재단사의 수련자
- 하인 두 명

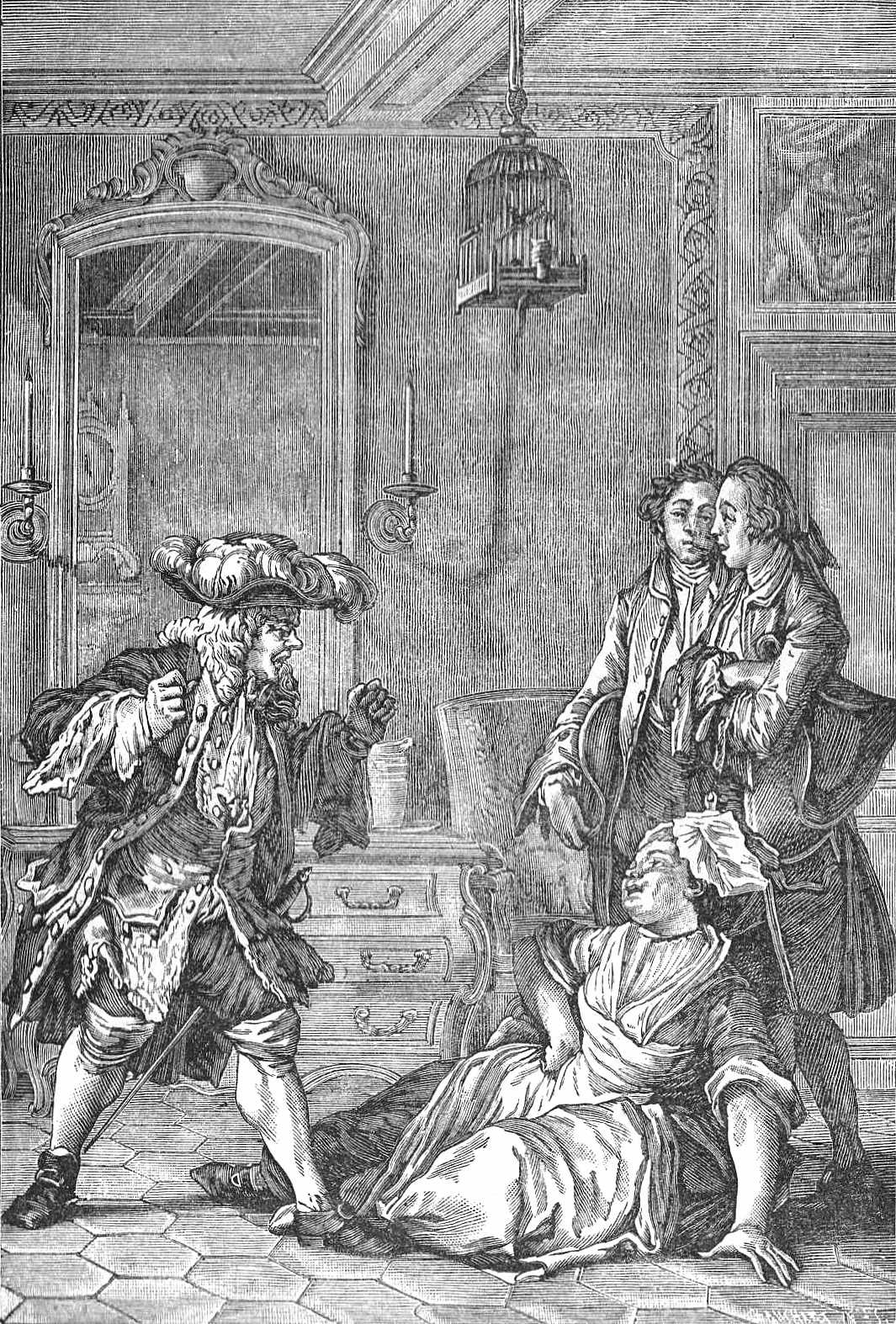
무슈 조르댕: "나 지금 화났다."
니콜: "오, 주인님, 제가 웃도록 해주세요. 히,히,히" (2막)(장 미셸 모로의 판화)

- 많은 남녀 음악가들, 기악 연주자들, 무용수들, 요리사들, 재단사의 수련자들, 간주곡에 동원되는 사람들

## 줄거리
- 파리의 조르댕의 집

### 1막
무슈 조르댕은 중산 계급의 '새로운 부자'로 귀족이 되고 싶은 마음에 안달이 나있다. 조르댕은 그의 사회적 포부를 채울 수 있도록, 전문가들을 고용하여 개선하려고 한다.사실 조르댕은 예술이나 지식등에 조예가 얄팍하고 관심이 없지만, '귀족'과 가까워지려면, 그 정도의 수준을 맞취기 위해서, 돈을 기꺼이 지불하고자 한다. 이에 하인과 요리사 뿐만 아니라, 음악, 무용 교사를 고용하고, 매일 밤 공연회를 펼친다. 그들은 조르댕의 이러한 점을 이용하여, 적당히 비위를 맞출 뿐이다. 음악과 무용 교사는 예술의 가치와 자신들의 직업에 대해 토론한다.
조르댕이 무대에 등장하며, 그들은 음악 교사의 제자가 작곡한 구슬픈 세레나데를 들려준다. 조르댕은 이에 따분해하며, '흥겨운' 음악을 요구하며, 전에 배운 "양치기"가 들어간 노래를 부른다. 조르댕은 요즘 노래에 그 양치기가 다들 들어가야하냐고 묻자, 그들은 부르조와'나 '귀족'이 들어간 것은 너무 현실적이고, 멋스럽지 않기 때문이라 답한다.

### 2막
새로운 검술 교사와 철학 교사가 등장하면서, 어느 예술이 더 우월한지를 두고 서로 말다툼하다가 몸싸움으로 번지며 퇴장한다. 철학 교사가 재등장하여, 조르댕에게 그날의 교습을 시작한다. 철학 교사는 조르댕이 배움에 대한 열망이 가득차 있으나, 이는 겉치레에 불과하다는 것을 깨닫고, 그에게 간단한 철자법만 알려 준다.
재단사가 조르댕이 주문한 옷을 가져 온다. 조르댕은 앞서 교사들과는 달리, 그에게 거드름을 피우며 대한다. 그러나 재단사가 가져다 준, '귀족'들이 입는 옷이라는 말에, 새로 맞춘 터키풍의 우스꽝스러운 옷을 입고 의시댄다. 재단사의 수련자들은 그에게 귀족들에게 붙이는 칭호를 부르자, 조르댕은 기뻐 어쩔 줄 모르며, 팁을 둠뿍 건네 준다.

### 3막
하녀인 니콜이 조르댕의 옷차림을 보고 웃음보가 터져나온다. 화가난 조르댕은 손님들이 방문하니, 깨끗이 집을 치우라고 말한다. 이에 조르댕은 여러 집단의 사람들이 매일같이 집안을 난장판으로 만든다고 불평한다.
조르댕 부인이 등장하여, 남편에게 유용하지 못한 돈낭비는 그만두라고 조언하나, 조르댕은 '귀족'의 성향을 가지기 위해 필요한 것이라 우긴다. 그의 아내와 딸인 루씰은 고용된 교사들과 도랑트 백작이 조르댕의 돈만 노린다는 것을 일러 주어도 들은 척도 하지 않는다.
조르댕은 도랑트 백작과의 친분으로, 루이 14세의 궁정에 있는 '고귀한 이들'과 가까워질 궁리를 한다. 사실 도랑트 백작은 얼마전 과부가 된 도리멘 후작 부인에게 구혼 중으로, 그녀에게 값비싼 선물을 주기 위해서 조르댕에게 돈을 빌려간다. 기실 그는 조르댕을 자신과 동등하게 대접하는 척 하나, 돈을 갚을 생각은 전혀 없다. 그는 또다시 돈을 빌려가면서, 고귀한 후작 부인이 그의 집을 방문할 것이라 말한다. 이에 조르댕은 다른 귀족을 알아간다는 기쁨에 어쩔 줄 모른다.
조르댕은 루씰을 '귀족'과 결혼시킬 생각을 가지나, 이미 루씰은 같은 계급의 클레몽트와 사랑에 빠졌다. 클레몽트가 결혼 허락을 구하나, 조르댕은 귀족이 아니란 이유로 거절한다.

### 4막
도리멘 후작 부인이 도랑트와 함께 등장하고, 조르댕은 이들에게 성대한 만찬을 대접한다. 한편 도리멘은 도랑트가 주는 선물이 너무 값비싸다고 우려한다. 그러나 도랑트는 걱정말라며 안심시킨다.
이에 클레몽트와 코레이유는 계략을 생각해낸다. 변장한 코레이유는 조르댕에게 나타나, 그가 조르댕의 어린 시절과 아버지에 대해 알고 있다고 말한다. 또한 그의 아버지는 'gentleman'이었다고 말하자, 조르댕은 자신이 아버지가 '귀족'이었다는 것에 기뻐한다. 그러나 사실 그것은 '신사'를 의미하는 '말장난'으로, 조르댕이 착각하게 만든다. 코레이유는 조르댕의 아버지가 소일거리로(실제는 진짜 직업이던) 옷을 팔았다고 맞추자, 그의 말을 믿기 시작한다.
코레이유는 조르댕에게 터키 공이 아들이 그의 딸 루씰과 결혼하고 싶어하고, 자신은 그의 통역가라고 말한다. 조르댕은 진짜 왕족 가문에 편입된다는 생각에 기뻐 어쩔 줄 모른다. 클레몽트는 터키의 왕자라고 변장한 채로 나타나, 엉터리 터키말을 내뱉고, 터키식 종교 의식을 그 앞에서 치른다. 이에 조르댕은 큰 감명을 받고, 그의 꿈이 실현된다는 것이 황홀해한다.

### 5막
조르댕은 딸이 터키의 왕자와 결혼해야한다는 주장하자, 루씰과 조르댕 부인은 반발한다. 이내 실제로 클레몽트의 분장을 알아채고, 조르댕의 말을 따르는 것으로 한다. 조르댕을 제외한 모두가 이 연극에 분주히 동참하고, 즐거워한다.
도리멘 후작 부인은 마침내 로랑트 백작의 청혼을 승낙하고, 이로써 그의 무분별한 소비를 마치라고 종용한다. 조르댕은 결혼식 준비로 분주하다. 그 가운데 니콜을 통역가(실상은 코레이유)와 결혼을 허락하며 끝을 맺는다.